# 皮耶韦-迪博诺
皮耶韦-迪博诺（義大利語：Pieve di Bono），曾是意大利特伦蒂诺-上阿迪杰大区特伦托自治省的一个市镇。总面积20平方公里，人口1380人，人口密度69.0人/平方公里（2009年）。ISTAT代码为022140。
2016年1月1日，皮耶韦-迪博诺和普雷佐两个市镇合并为新的市镇皮耶韦迪博诺-普雷佐。